# Jesús Solana
Jesús Ángel Solana Bermejo, noto semplicemente come Jesús Solana (Arnedo, 25 dicembre 1964), è un allenatore di calcio ed ex calciatore spagnolo, di ruolo difensore.

## Carriera

### Club
Prodotto delle giovanili del Real Madrid, Solana giocò per due stagioni con il Castilla prima di approdare in prima squadra nel 1985.
Con il Real Madrid vinse il campionato per cinque stagioni di fila, una Coppa Uefa, una Coppa del Re e tre Supercoppe spagnole.
In totale giocò 128 partite con la squadra di Madrid e segnò 3 reti.
Nel 1991 si trasferì al Real Saragozza con cui giocò fino al 2000 quando terminò la carriera.
Con il club aragonese vinse una Copa del Rey e una Coppa delle Coppe.
In seguito allenò per tre stagioni il Real Saragozza B.

### Nazionale
Esordì con la nazionale spagnola il 16 novembre 1988 contro l'Irlanda, entrando in campo al posto di Quique Sánchez Flores.

## Palmarès

### Giocatore

#### Competizioni nazionali
- Campionato spagnolo: 5

Real Madrid: 1985-1986, 1986-1987, 1987-1988, 1988-1989, 1989-1990
- Coppa di Spagna: 2

Real Madrid: 1988-1989
Real Saragozza: 1993-1994
- Supercoppa di Spagna: 3

Real Madrid: 1988, 1989, 1990

#### Competizioni internazionali
- Coppa UEFA: 2

Real Madrid: 1985-1986
- Coppa delle Coppe: 1

Real Saragozza: 1994-1995